# Conus bozzettii
Conus bozzettii is een in zee levende slakkensoort uit het geslacht Conus. De slak behoort tot de familie Conidae. Conus bozzettii werd in 1991 beschreven door Lauer. Net zoals alle soorten binnen het geslacht Conus zijn deze slakken roofzuchtig en giftig. Zij bezitten een harpoenachtige structuur waarmee ze hun prooi kunnen steken en verlammen.